# 22521 ZZ Top
22521 ZZ Top è un asteroide della fascia principale. Scoperto nel 1998, presenta un'orbita caratterizzata da un semiasse maggiore pari a 2,3203312 au e da un'eccentricità di 0,0895991, inclinata di 6,47982° rispetto all'eclittica.
L'asteroide è dedicato al gruppo musicale ZZ Top.